# ZAAD
Zaad est un service de monnaie virtuelle de l'opérateur télécom Telesom (en) utilisée sur téléphone portable depuis 2009 au Somaliland, un pays non reconnu avec un faible système bancaire. 